# Ветриловидно шапиче
Ветриловидното шапиче (Alchemilla flabellata) е вид растение, принадлежащо към семейство Розови. Включено е в списъка на лечебните растения съгласно Закона за лечебните растения.
Видът е местен за Европа и вирее предимно в субалпийски и субарктически биоми.